# きむらけん
きむら けんは、本名木村健、地域研究者・郷土史家・作家。北沢川文化遺産保存の会の主幹として、世田谷区内、鉄道交点下北沢一帯と世田谷代田・代沢・北沢に埋もれている文化を発掘し記録する研究者である。

## 概要
調査研究の成果は、『北沢川文学の小路物語』。「下北沢文士町文化地図」、「下北沢鉄道X交点周辺文化地図」、「下北沢Ｘ惜別物語」、「安吾文学碑建立記念記録集」などを行政や企業の助成や協賛、そして市民からの寄金、これを得て発行している。なかんづくきむらけんが編集を手がけて発行したもので反響が大きかったのは『焼け遺ったまち　下北沢戦後アルバム』（2018、19年に懸けて2万部を発行）だ。これはオリバー・L・オースティン博士が下北沢の戦後をカラーで撮ったものを中心とし収めたものだ　また『世田谷区立代沢小学校』の「安吾文学碑」、また北沢川緑道に「代田の丘の61号鉄塔由来碑」、「横光利一文学顕彰碑」、「三好達治文学顕彰碑」の建立については主軸となって活動し、これらの建立が実を結んだものである。
「下北沢文士町文化地図」は2006年初版発行以来改訂を続けてきむらけんが編集人となって発行している。現在は改定９版が発行され、事務局の世田谷「邪宗門」を中心にして配布している。その総発行部数は九万部に達した。「下北沢文士町」の命名は、当地のフィールドワークを重ねた上できむらけんが名づけた。この地図については行政も認めることとなり、世田谷区のホームページに下北沢文士町文化地図－世田谷区として掲出し市民に供用している。2022年度にはこの地図の姉妹版となる「三軒茶屋文士町文化地図」を世田谷ファンドの助成を受けて発行し、現在これも配布中だ。
またきむらけんがまとめたものとして社会事象としては反響の大きかった作品が二つある。
- 『広島にチンチン電車の鐘が鳴る』（汐文社）ISBN 4-8113-72832  讀賣新聞夕刊にトップ記事として紹介されたものだ。[6]
- 『鉛筆部隊と特攻隊―もうひとつの戦史』ISBN 978-4-7791-1799-2  2012年に発刊されたとき大きな反響があった、『鉛筆部隊』はこれによって社会的用語となった。

　きむらのブログ「Web東京荏原都市物語資料館」にこれら上記の活動記録が掲載されている。

## 来歴
1945年10月19日満州（現中国東北部）撫順生まれ。東京大学教育学部附属中等教育学校の国語科の教諭として勤めていた。「すべての教科すべての授業を、探究的・協働的な学びに」の旗印のもとで、国内初の高校生による探究学習を目指した卒業研究のプログラムデザインの基礎作りを進め、偏差値では測ることのできない学びの深さの実現を目指した。

## 著書
- 『トロッコ少年ペドロ』(汐文社）ISBN 4811371216
- 『出発進行！ ぼくらのレィルウェイ』(汐文社）ISBN 4-8113-7283-2
- 『広島にチンチン電車の鐘が鳴る』（汐文社）ISBN 4-8113-72832
- 『日本鉄道詩紀行』（集英社新書）ISBN 4-08-720138-4
- 『峠の鉄道物語』（JTB）ISBN 4-533-04528-6
- 『鉛筆部隊と特攻隊―もうひとつの戦史』彩流社）ISBN 978-4-7791-1799-2
- 『特攻隊と（松本）褶曲山脈－鉛筆部隊の軌跡』（彩流社)　ISBN 978-4-77911-911-8
- 『忘れられた特攻隊』－信州松本から新田原出撃を追って－(彩流社）ISBN 978-4-7791-2035-0
- 『ミドリ楽団物語』－戦火を潜り抜けた児童音楽隊(えにし書房） ISBN 978-4-908073-29-8
- 『と号第三十一飛行隊 「武揚隊 」の軌跡: さまよえる特攻隊』（えにし書房）ISBN 978-4-908073-45-8
- 『鉛筆部隊と特攻隊 近代戦争史哀話』(えにし書房）ISBN 978-4-908073-70-0
- 『台湾出撃沖縄特攻: 陸軍八塊飛行場をめぐる物語』（えにし書房）ISBN 978-4-86722-113-6

## 賞歴
- 1996年『トロ引き犬のクロとシロ』で「サーブ文学賞」大賞受賞。
- 1997年『走れ、走れ、ツトムのブルートレイン』で「いろは文学賞」大賞・文部大臣奨励賞受賞。
- 2011年『鉛筆部隊の子どもたち～書いて、歌って、戦った～』で「子どものための感動ノンフィクション大賞」（日本児童文学者協会）優良賞受賞。